# Piedras Negras (municipi)
Piedras Negras és un dels 38 municipis en què s'organitza l'estat mexicà de Coahuila de Zaragoza. Fronterer amb Estats Units, la seva capital és la ciutat de Piedras Negras.

## Geografia física
El municipi de Piedras Negras confronta al nord amb el municipi de Jiménez i els Estats Units d'Amèrica; a l'est amb el municipi de Nava i els Estats Units d'Amèrica; al sud amb els municipis de Nava i Zaragoza; i a l'oest amb els municipis de Zaragoza i Jiménez. El seu territori a penes representa el 0,54% de la superfície de l'estat de Coahuila.
El terme presenta unes alçades generals que descendeixen en sentit O-E entre els 300 i 225 msnm, nogensmenys amb un cim destacat a l'extrem nord del terme a la Loma El Frentón. Això configura una xarxa hidrogràfica amb la mateixa orientació incloent el pas dels cursos d'aigua dits San Rodrigo, El Tecolote (ambdós a la subconca R. Bravo - R. San Rodrigo), El Pinto, La Casa Roja, Marcial; El Encino, San Antonio i Escondido (agregats a la sucbonca R. Bravo - A. San Antonio) que acaben desembocant al Río Bravo que fa de frontera amb els EUA.
El CGSNEGI atribueix dues menes de climes presents al territori: el clima semisec semicàlid (BS1h) aproximadament cobrint la meitat est; i el sec semicàlid (BSh) sector oest. Per a l'estació meteorològica es presenta un historial mitjà de precipitacions anuals de 514,9 mm amb un màxim mitjà mensual de 57,2 mm a l'octubre i un mínim mensual a l'abril (18,8 m). Per aquesta estació La temperatura mitjana anual és de 21,6amb un màxim 30,4 al juliol i una mínima de 11,0 al mes de febrer.
Una carretera pavimentada travessa el municipi des dels termes limítrofs de Jiménez (N) fins a Villa Hidalgo (S), passant per la capçalera de Piedras Negras. D'aquesta carretera hi ha bifurcacions cap a l'oest direcció a Zaragoza que comunica amb les localitats de El Guante i El Papalote via pista sense pavimentar. al seu pas per Piedras Negras aquella carretera pren una bifurcació vers a l'est que adreça vers la frontera texana cap a Eagle Pass. Així mateix també discorre una via fèrria que uneix Eagle Pass i Allende.

## Demografia
D'acord amb els resultats del Cens de Població i Habitatge realitzat el 2010 per l'Institut Nacional d'Estadística i Geografia la població total del municipi de Piedras Negras era de 152.806 habitants, dels quals 76.404 eren homes i 76.402 dones.
La densitat de població és de 321.64 persones per quilòmetre quadrat.
En el període 1950-90 es pot parlar d'una població eminentment urbana amb una acumulació de la població a les urbs passant gradualment del 87,1% (1950) al 98 % (1990) de població urbana.

## Localitats
El municipi inclou al seu territori un total de 167 localitats. Les principals, considerant la seva població del cens de 2010 eren:
| Localitat                                    | Població |
| Total municipi                               | 152.806  |
| Piedras Negras                               | 150.178  |
| Centro de Readaptación Social Piedras Negras | 830      |
| Fraccionamento Villa del Real                | 767      |
| El Moral                                     | 390      |
| La Navaja (La Loma)                          | 156      |

## Representació legislativa
Per a l'elecció de diputats locals al Congrés de Coahuila i de diputats federals a la cambra de diputats federal, el municipi de Piedras Negras s'integra als següents districtes electorals:
LocalDistricte electoral local de 2 de Coahuila amb capçalera a Piedras Negras.
FederalDistricte electoral federal 1 de Coahuila amb capçalera a Piedras Negras.